# Vadillo
Vadillo es un municipio y localidad española de la provincia de Soria, en la comunidad autónoma de Castilla y León. El término municipal tiene una población de 83 habitantes (INE 2024)

## Geografía

Término municipal

Se encuentra situado en el oeste de la provincia de Soria, en la comarca de Pinares, en un entorno natural de gran riqueza ecológica y micológica. Se sitúa a 52 km de la capital provincial. El término municipal está atravesado por un pequeño tramo de la carretera nacional N-234, en el pK 395, y por carreteras locales que conectan con Talveila y Casarejos. Pertenece al partido judicial de Burgo de Osma.
El relieve del municipio es montuoso e irregular, lo que da lugar  a la presencia de numerosos arroyos. La altitud oscila entre los 1333 m al este (pico Otero Mayor), en el límite con Talveila, y los 1080 m al sur, a orillas de un arroyo. El pueblo se alza a 1098 m sobre el nivel del mar.  
| Noroeste: Casarejos | Norte: Navaleno       | Nordeste: Soria (exclave) y Cabrejas del Pinar |
| Oeste: Casarejos    |                       | Este: Talveila                                 |
| Suroeste: Casarejos | Sur: Herrera de Soria | Sureste: Talveila                              |

En su término e incluido en la Red Natura 2000 se encuentra el lugar de importancia comunitaria conocido como Sabinares Sierra de Cabrejas, ocupando 279 hectáreas, el 20 % de su término.

## Historia
En el término municipal de Vadillo se hallaron casualmente diversas herramientas visigodas, que se encuentran depositadas en el Museo Numantino, y que evidencian la antigüedad del poblamiento de ese lugar. En documentos del siglo XIII aparece ya citado como Vadellum, y a esta época debe pertenecer la pila románica que se conserva en la iglesia. Posteriormente, en la Edad Moderna, Vadillo formaba parte de la Cabaña Real de Carreteros de la comarca de Burgos-Soria.
En el censo de 1879, ordenado por el conde de Floridablanca, figuraba como lugar del Concejo de San Leonardo del partido de Tierra de Roa en la intendencia de Burgos, con jurisdicción de señorío y bajo la autoridad del alcalde pedáneo, nombrado por el duque de Veragua. Contaba entonces con 130 habitantes.
A la caída del Antiguo Régimen la localidad se constituyó en municipio constitucional en la región de Castilla la Vieja que en el censo de 1842 contaba con 29 hogares y 112 vecinos. A mediados del siglo XIX, el lugar tenía contabilizadas 50 casas. Aparece descrito en el decimoquinto volumen del Diccionario geográfico-estadístico-histórico de España y sus posesiones de Ultramar de Pascual Madoz de la siguiente manera:

VADILLO: l. con ayunt. en la prov. de Soria (9 leg.), part. jud. del Burgo (4), aud. terr. y c. g. de Burgos (12), dióc. de Osma (4). sit. en terreno áspero, con buena ventilacion, y clima frio, aunque sano: tiene 50 casas; la consistorial, que sirve de cárcel; escuela de instruccion primaria, frecuentada por 20 alumnos de ambos sexos, á cargo de un naestro sin mas dotacion que la convenida con los padres de los discípulos; una igl. parr. (la Natividad de Ntra. Sra.) servida por un cura y un sacristan; una ermita dedicada á San Roque: confina el térm. con los de Navaleno, Talbeila, Herrera y Casarejos; con varias fuentes de buenas aguas. El terreno quebrado y de mediana calidad, con buenos montes poblados de robustos pinos, y buenos pastos. caminos: locales y el de carreteria, que conduce á San Leonardo, en regular estado. correo: se recibe y despacha en el Burgo. prod.: trigo, centeno, cebada, avena, leñas de combustible, maderas de construccion, y los pastos con que se mantiene ganado lanar, cabrío y vacuno; caza de libres, venados y jabalíes. ind.: la agrícola, la carreteria, el corte y aserrado de maderas. comercio: esportacion de maderas é importacion de los art. que faltan. pobl.: 29 vec., 112 alm. cap. imp.: 16,591 rs. 26 mrs.
(Madoz, 1849, p. 252)

## Demografía
Cuenta con una población de 83 habitantes (INE 2024).
| Gráfica de evolución demográfica de Vadillo entre 1842 y 2021                                                         |
| |
| Población de derecho según los censos de población del INE. Población de hecho según los censos de población del INE. |

## Patrimonio

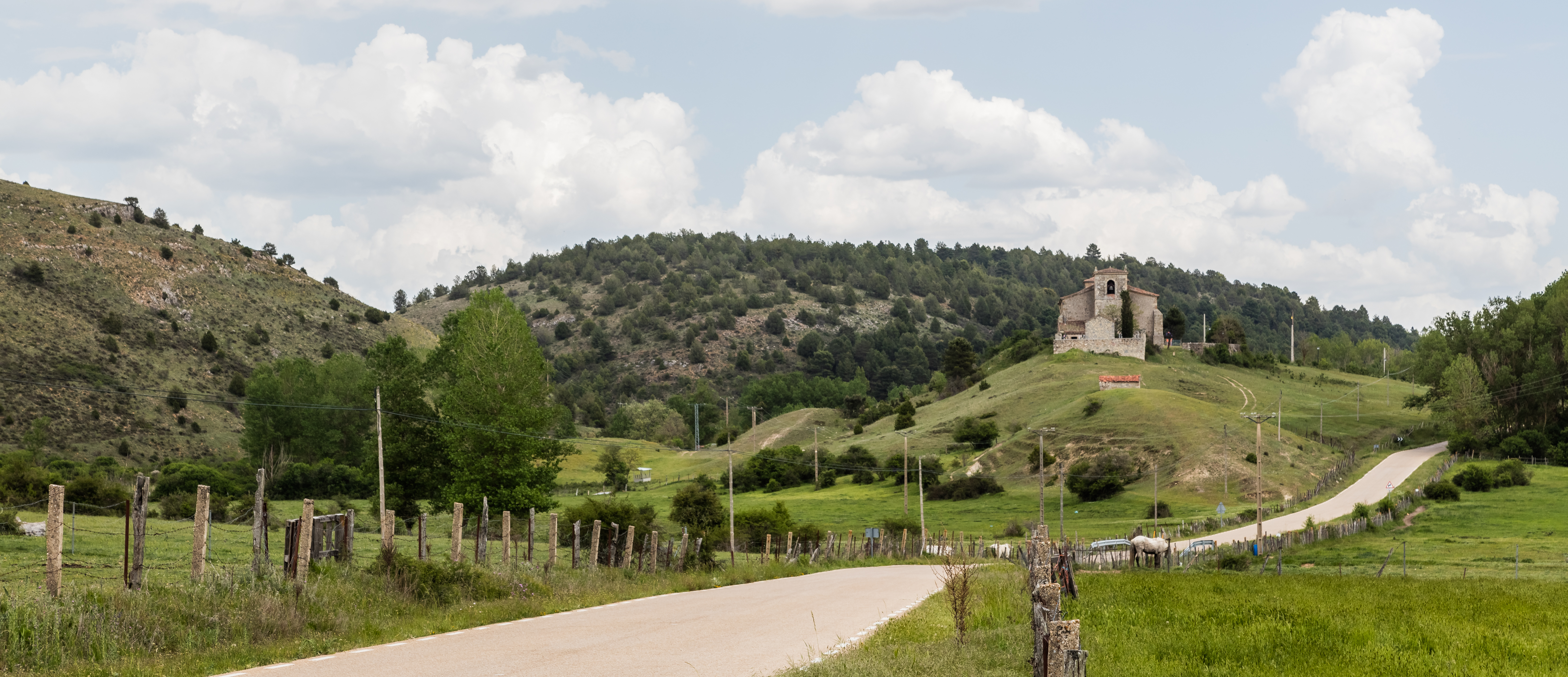
Ermita de San Roque

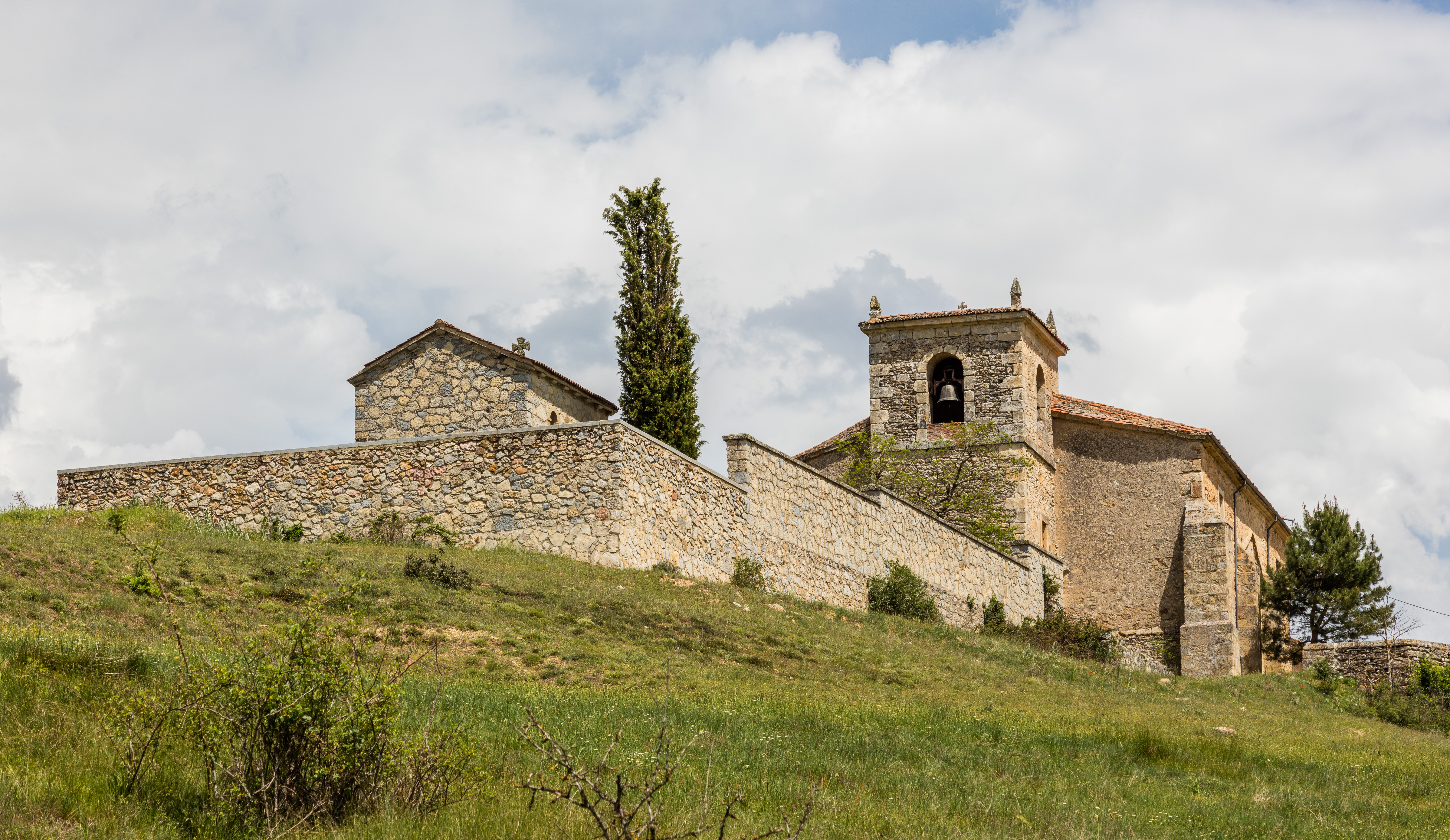
Iglesia de la Natividad

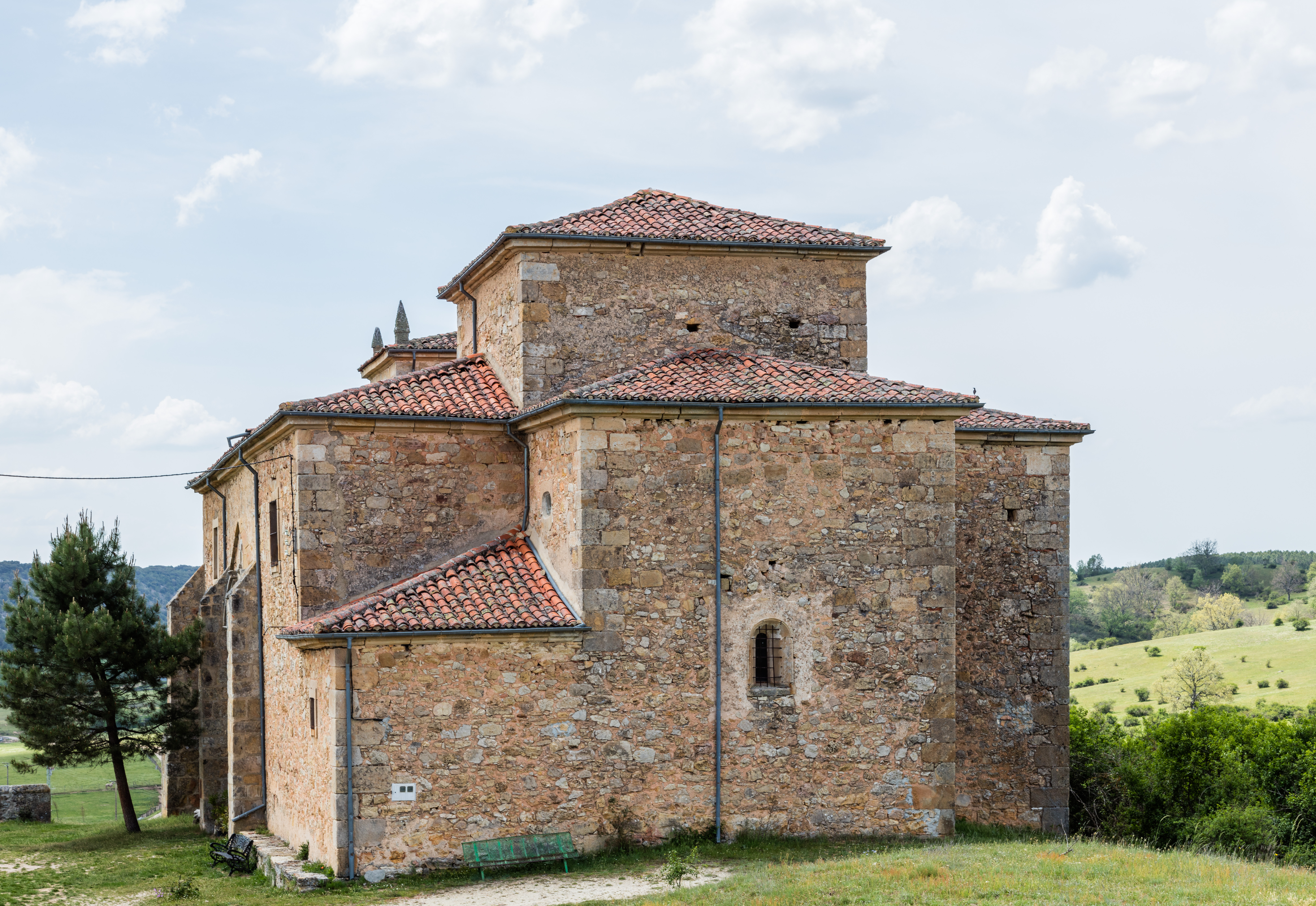
Vista de la iglesia

La casa consistorial fue construida en torno a 1930.
En la localidad hay una iglesia parroquial católica bajo la advocación de la Natividad de Nuestra Señora, situada a las afueras, sobre una loma. Fue construida a mediados del siglo XVII. De grandes dimensiones, consta de tres naves con crucero, retablo barroco, pila bautismal románica y un órgano del siglo XVIII. 
Cerca de la iglesia se ubica la ermita de San Roque, junto a la cual se celebra la fiesta de la Caridad el 16 de agosto.

## Cultura

### Fiestas
- 2 de febrero (antigua fiesta del pueblo).
- 21 y 22 de febrero: carnaval (disfraces por el pueblo).
- Semana anterior a la Cuaresma: Las Cuarentenas, los niños del pueblo recorren sus calles entonando romances antiguos, solicitando dinero, chorizo, tocino y huevos, para finalizar el domingo gordo o de piñata con una comida, a la cual invitan a las autoridades.
- Semana Santa: diversas procesiones típicas por el pueblo, acompañadas por canciones antiquísimas de la localidad, finalizando el Domingo de Pascua con subasta de ofrendas hechas a la Virgen.
- 1 de mayo: pingada del mayo (pino), por los mozos del pueblo.
- 26 de mayo (variable): La Cubilla, pan, vino, chorizo y queso para personas del pueblo y visitantes.
- 24 de junio: hoguera de San Juan (realizada por los jóvenes en un alto cercano).
- 16 de agosto: celebración de la Caridad de San Roque, con actividades similares a las del día de la Cubilla (reparto de pan, vino, chorizo y queso).
- 7-8-9-10 de septiembre: fiestas de la localidad, Natividad de Nuestra Señora, procesión típica con el carro triunfante, baile con dulzainas ante la virgen, partidos de pelotas, frontenis, juego de cartas, disfraces, cucañas, concursos de dibujo, redacción etc., finalizando con la caldereta típica para el pueblo y visitantes.

### Costumbres
Durante las fiestas se celebran partidos de pelota, bolos, cucañas, calva, tan guilla, mus, y guiñote además de la caldereta, que la hace la gente del pueblo.